# Блюмгартен, Соломон
Иегоаш (идиш יהואש‎, наст. имя и фамилия Йегойеш-Шлойме (Иегоаш-Соломон) Блюмгартен, идиш שלמה בלומגאַרטען‎; 16 сентября 1872 или апрель 1870, Вержболово, Сувалкская губерния — 10 января 1927, Бронкс, Нью-Йорк) — еврейский поэт и переводчик.

## Биография
Родился в местечке Вержболово (ныне литовский Вирбалис). Учился в хедере, в 1885 г. — в Воложинской иешиве; самостоятельно выучил русский и несколько иностранных языков. Некоторое время давал частные уроки иврита.
В 1890 году эмигрировал в США. Держал швейную мастерскую, работал продавцом галантерейных товаров, библиотекарем; писал мало.
В середине 1900-х неожиданно заболел туберкулёзом, лечился в санатории в Денвере. В 1908 г. предпринял турне по США в пользу «Еврейского общества больных туберкулёзом».
С 1909 г. жил в Нью-Йорке, принимал участие в еврейской культурной и общественной жизни.
В 1914 г. вместе с семьёй поехал в Палестину, жил в колонии Реховот. Изучал классический арабский язык и Коран, несколько месяцев прожил в пустыне недалеко от Каира.
Летом 1915 г. вернулся в Нью-Йорк.

## Творчество
Начинал писать стихи на иврите, которые собирался издать брошюрой в первые годы в США, чему помешала болезнь.
Первые стихотворения и переводы на идиш опубликованы И. Л. Перецем в 1891 г.
В 1907 г. выпустил первую книгу стихотворений и приступил к переводу Танаха на идиш (фрагменты публиковались с 1909 г.; первое полное издание — 1926). Среди других переводов: басни Эзопа и Лафонтена, рубаи Омара Хайяма, «Песнь о Гайавате» Лонгфелло, «Шантеклер» Ростана, «Сакья-Муни» Мережковского, талмудический трактат Пиркей авот и многое другое.
Вместе с Хаимом Спиваком составил словарь гебраизмов и арамеизмов в идише (1911, второе издание 1926).
Публиковал очерки о жизни Палестине, Греции и Италии в газете «Тог». В 1917 г. на их основе вышел трёхтомник «Из Нью-Йорка до Реховота и обратно», английский перевод опубликован под названием «The feet of the messenger» (1923). Книга, в частности, интересна непредвзятыми зарисовками из жизни еврейской Палестины.